# Pteroplatus arrogans
Pteroplatus arrogans là một loài bọ cánh cứng trong họ Cerambycidae.